# Jan Haas
Jan Harm Cornelis (Jan) Haas (Jakarta, 26 oktober 1941 - Vlissingen, 30 oktober 2018) was een Nederlandse beeldhouwer.

## Leven en werk
Haas werd geboren in Batavia in voormalig Nederlands-Indië. Hij begon zijn carrière als tekenaar en graficus, maar ging later ook schilderen en beeldhouwen. Hij was vooral bekend vanwege zijn bronsplastieken en heeft een groot aantal thema's in diverse technieken onderzocht.
De kunstenaar woonde en werkte vanaf 1969 in Vlissingen, waar zich ook de meeste van zijn werken bevinden. Hij was lid van de Zeeuwse Kunstkring. Hij exposeerde vanaf 1972 regelmatig in binnen- en buitenland.
Haas overleed op 77-jarige leeftijd.

## Werken (selectie)
- Standbeeld Dirk IV van Holland (1979), Varkenmarkt, Dordrecht
- Jongeling bij bron (1979), De Welstede, Axel
- Emmaüsgangers (1982), President Rooseveltlaan, Vlissingen
- Huiselijk tafereel (1983), Koudekerkseweg, Vlissingen
- Briefwisseling Betje Wolff en Aagje Deken (1983), Nieuwendijk, Vlissingen
- Het Paar (1984), Burg. van Woelderenlaan, Vlissingen
- Sleutel in steen (1989), Julianalaan/Badhuisstraat, Vlissingen
- Blikje (zeevaartschoolstudent) (1990), Maritiem Instituut De Ruyter, Vlissingen - door Prins Bernhard onthuld
- Monument renovatie binnenstad (1992), Vlissingen
- Watersnoodmonument Houen jongens (1993), Colijnsplaat
- Melkmeisje (1994), Middelburgsestraat, Oost-Souburg
- Landarbeiders (2003), Greveningseweg, Sint Anna ter Muiden
- Reliêf Floor Wibaut (2009), Vierwindenplein, Vlissingen
- Maaijken Jans Evertsen, Boulevard Evertsen, Vlissingen (2013)

## Fotogalerij

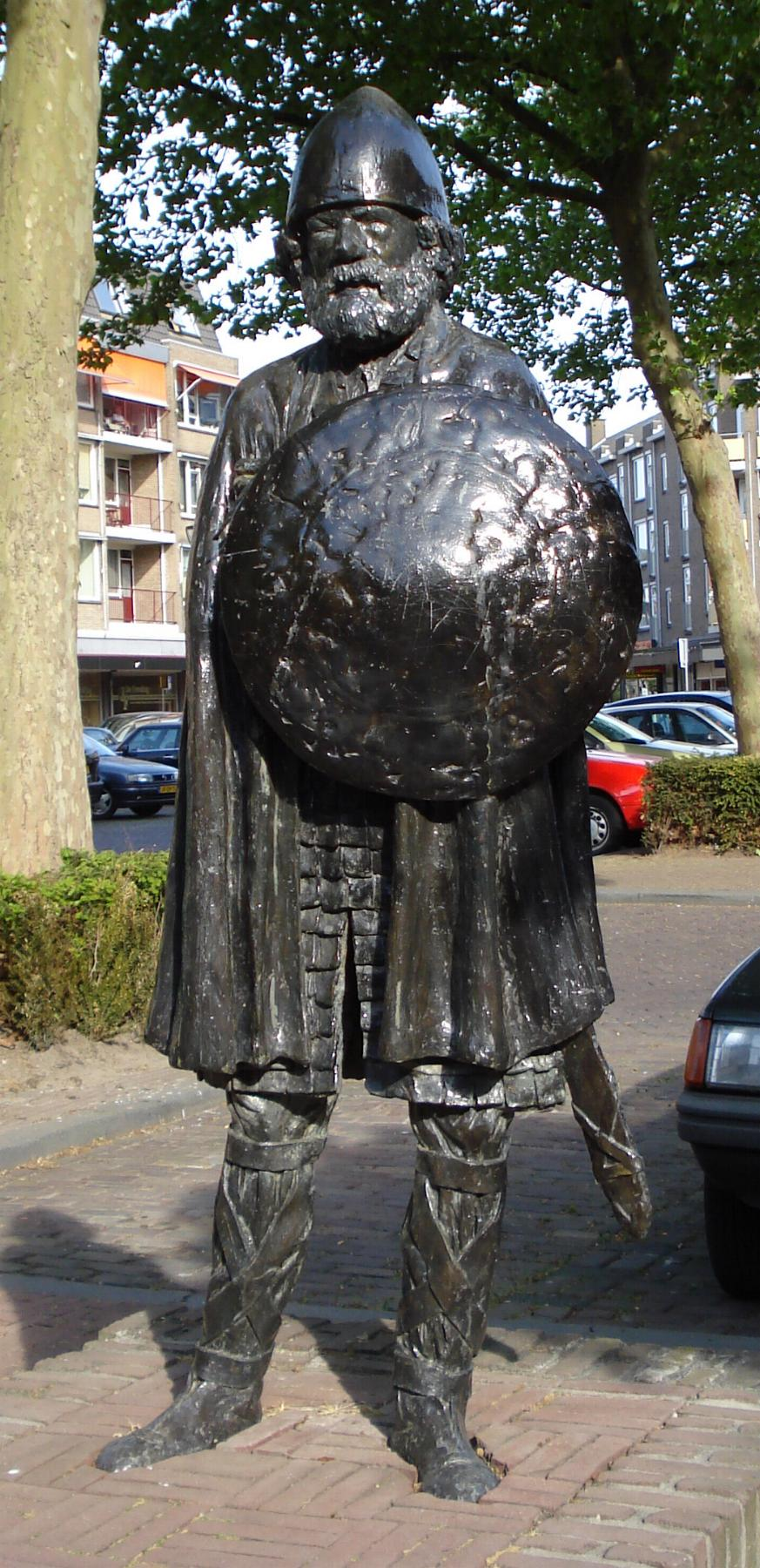
Dirk IV van Holland (1979), Dordrecht
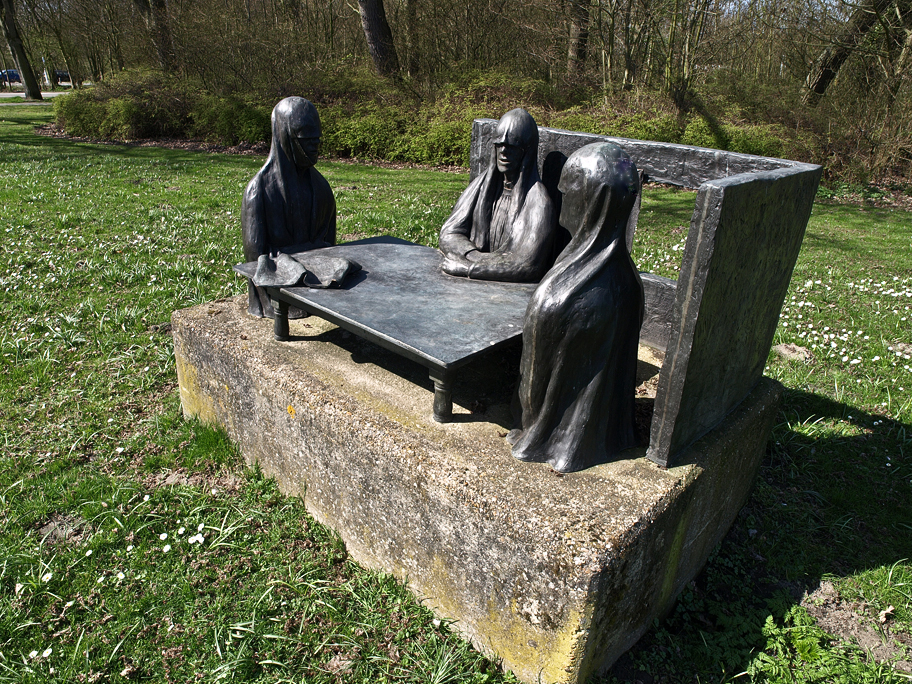
Emmaüsgangers (1982), Vlissingen
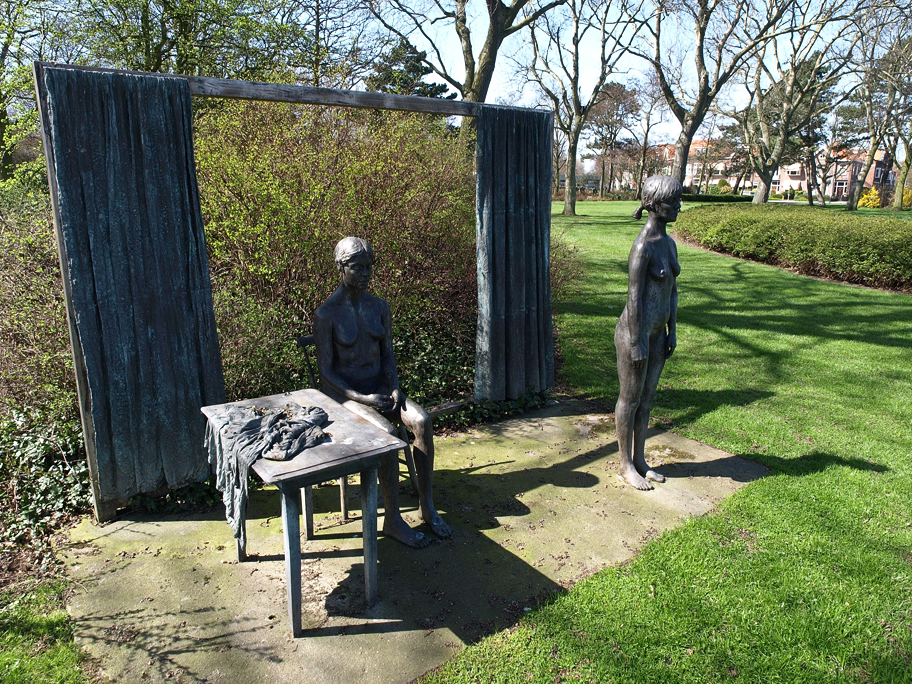
Huiselijk Tafereel (1983), Vlissingen
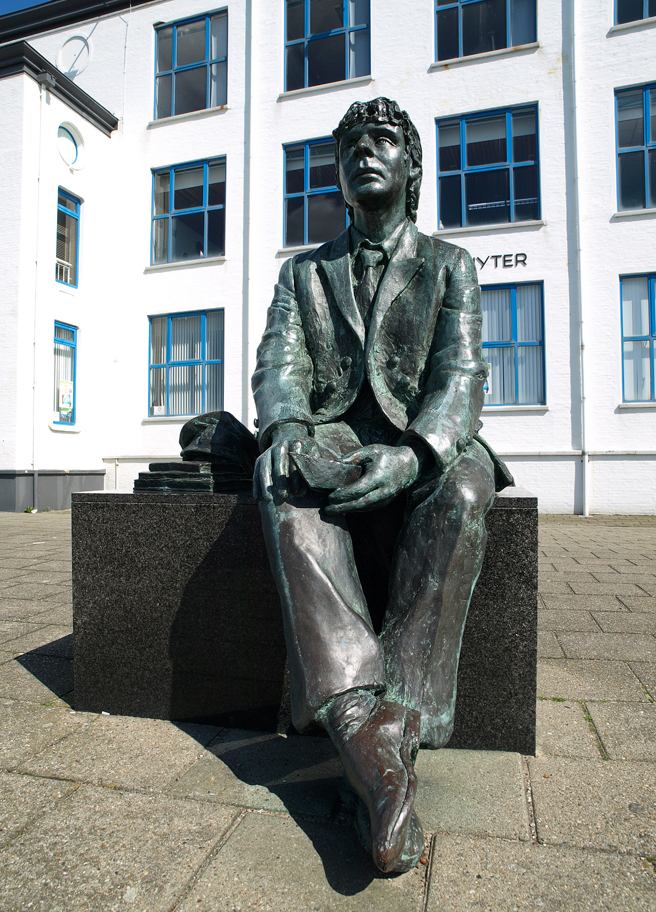
Blikje (1990), Vlissingen
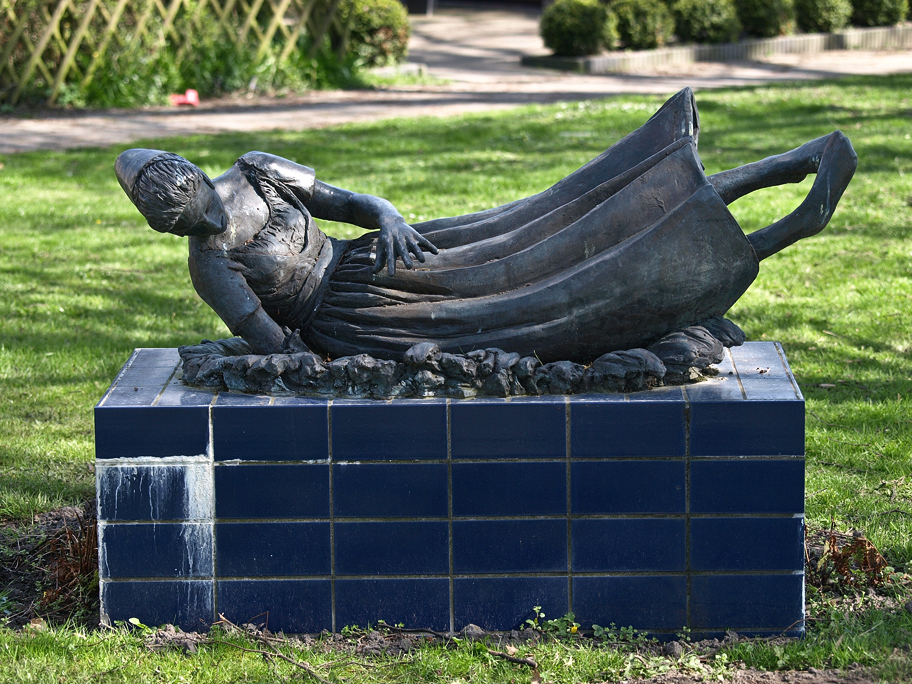
Melkmeisje (1994), Oost-Souburg